# 15 cm Autokanone M. 15/16
A 15 cm Autokanone M. 15/16 az Osztrák–Magyar Monarchia nehéz tábori lövege volt az első  világháború idején. A háború után az ágyúk egy részét kárpótlásul Olaszországnak ítélték, ahol Canone da 152/37 jelzéssel állították őket szolgálatba. Az Anschluss és Csehszlovákia német megszállása után az osztrák és cseh ütegek a Wehrmacht tulajdonába kerültek, ahol a 15,2 cm K 15/16(t) jelzést kapták. Az Olaszország kapitulációja után, 1943-ban, a Harmadik Birodalomhoz került lövegeket 15,2 cm K 410(i) jelzéssel látták el. A németek, az ágyúk különleges lövedékei miatt csak ritkán használták őket, elsősorban a tengerpart védelmére.

## Leírás
Az M. 15 egy teljesen szokásos kivitelezésű lövegnek számított. Ágyútalpa szögletes volt, kerekei acélból készültek, páncélzata pedig hajlított volt. Az eredeti M. 15 ágyúcsövét csak +30°-ig tudták elmozdítani, de már a gyártása korai szakaszában igény merült fel ennek +45°-ra való megnövelésére, amire a hegyvidéken magasabban fekvő célpontok könnyebb támadhatósága végett volt szükség. Eredetileg csak néhány 27 M. 15 készült el, mielőtt a terveket a magasabbra való célzás érdekében megváltoztatták. 1917 első felében elkezdődött az M. 15/16 gyártása, ami már jobban megfelelt a hegyvidéki hadviselés feltételeinek. A háború végéig összesen 44 ágyúcső és 43 ágyútalp készült el.
A háború után valószínűleg a meglévő M. 15 lövegeket az M. 15/16 mintájára átépítették. Az 1920-as években az Olaszországba került ágyúkat felújították, és új kerekeket is kaptak.

## Fordítás
- Ez a szócikk részben vagy egészben  a(z)   15 cm Autokanone M. 15/16 című angol Wikipédia-szócikk fordításán alapul.  Az eredeti cikk szerkesztőit annak laptörténete sorolja fel. Ez a jelzés csupán a megfogalmazás eredetét és a szerzői jogokat jelzi, nem szolgál a cikkben szereplő információk forrásmegjelöléseként.